# Overstroming in Tbilisi 2015

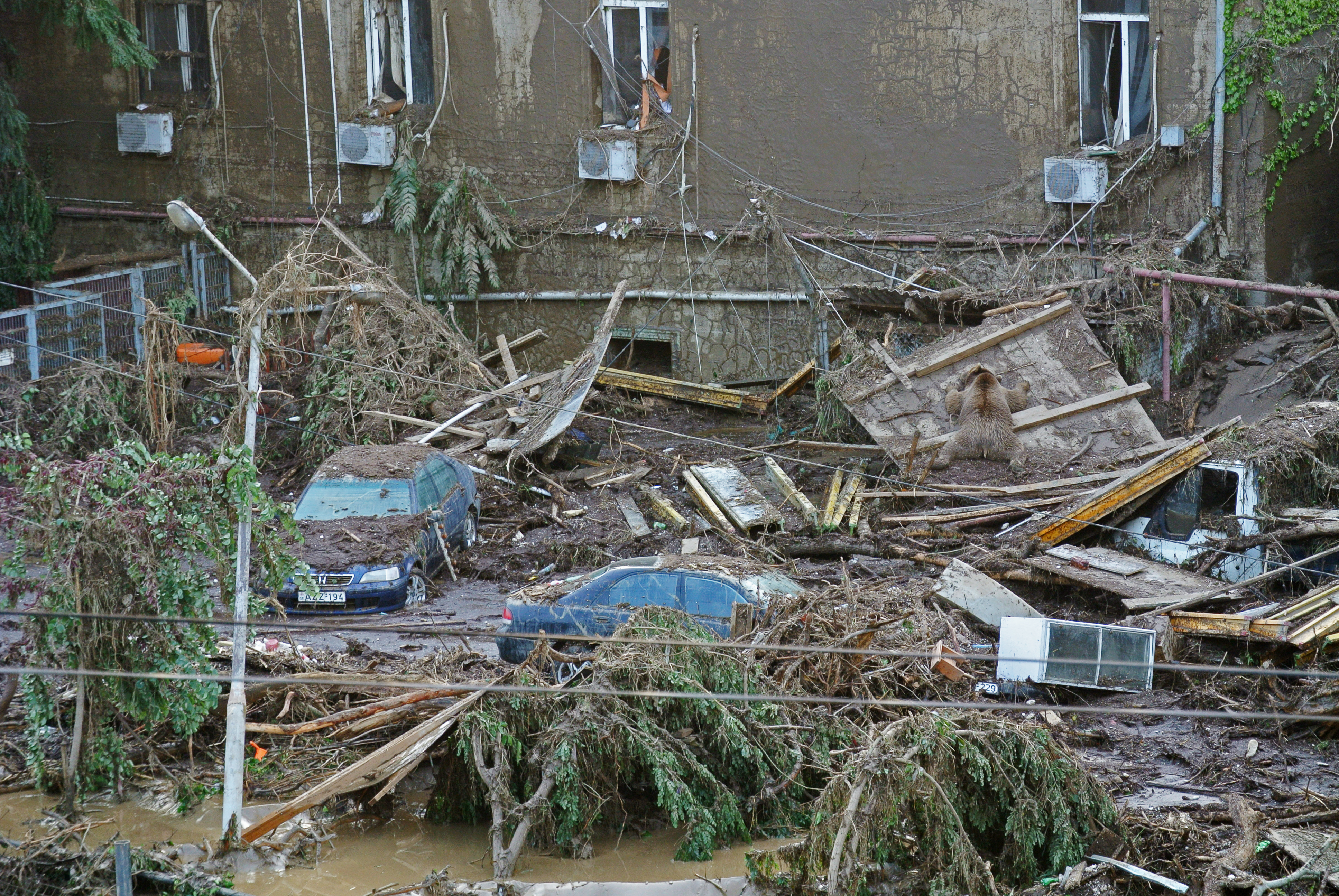
Kapotte gebouwen na de overstroming

De overstroming in Tbilisi in 2015 vond plaats op 14 juni 2015 in de Georgische hoofdstad Tbilisi. Bij de ramp vielen tientallen doden. Bij de overstroming werd ook de dierentuin van Tbilisi zwaar getroffen; drie van de dodelijke slachtoffers waren verzorgers en honderden dieren overleefden de ramp niet. Verschillende dieren ontsnapten en kwamen in de stad terecht.

## De ramp
De ramp werd veroorzaakt doordat de Vere-rivier, een zijrivier van de Koera, te kampen had met zware regenval. Hierdoor overstroomde de rivier in de vroege ochtend van 14 juni. Door de overstroming werden verschillende huizen en auto's door modderstromen meegesleurd. De dierentuin van Tbilisi, die ligt aan de oevers van de rivier, werd ook zwaar getroffen. Hierdoor kwamen drie verzorgers en verschillende dieren om. De stroom verwoestte ook verblijven, waardoor dieren ontsnapten en in de stad belandden. Onder de ontsnapte dieren bevonden zich een nijlpaard, zeven beren, zes leeuwen, zes tijgers, een aantal jaguars en circa tien wolven. De premier van Georgië, Irakli Garibasjvili, adviseerde iedereen binnen te blijven totdat alle ontsnapte en gevaarlijke dieren weer waren gevonden.

## Nasleep

### Schade
De schade van de ramp werd door locoburgemeester Irakly Lekvinadze geschat op ongeveer tien miljoen dollar, zo'n negen miljoen euro.

### Schade aan de dierentuin
Het was niet de eerste keer dat de dierentuin werd getroffen door een overstroming: in 1972 vond er een soortgelijke ramp plaats. Van de zeventien pinguïns die men bezat, overleefden er slechts drie de ramp. Het ontsnapte nijlpaard werd na vangst naar een speciale verblijfplaats gebracht. Dieren die voor gevaar konden zorgen of agressief waren, werden door de politie en speciale teams doodgeschoten. Dit betrof zes wolven, twee leeuwen en een tijger. De hoger gelegen delen bleven grotendeels gespaard. Het ging hierbij om het terrein van de olifanten, zebra's, paarden en ook het terrarium. Naar schatting kwam de helft van alle dieren die de dierentuin bezat om het leven.

### Dag van nationale rouw
Premier Irakli Garibasjvili maakte bekend op een persconferentie dat 15 juni 2015 een dag van nationale rouw was voor de slachtoffers van de ramp.

### Hulp uit het buitenland
Verschillende landen boden hun hulp aan voor de wederopbouw van Tbilisi na de ramp. Een team van Tsjechische experts zou worden gezonden naar het rampgebied om de dieren te vangen. De experts hadden ervaring opgedaan na verschillende overstromingen in Praag en van de Zoo Praag. Ook Rusland, Oekraïne, Letland, Armenië, Azerbeidzjan, Turkije, Litouwen, de Verenigde Staten en de Europese Unie boden hulp aan.

## Afbeeldingen

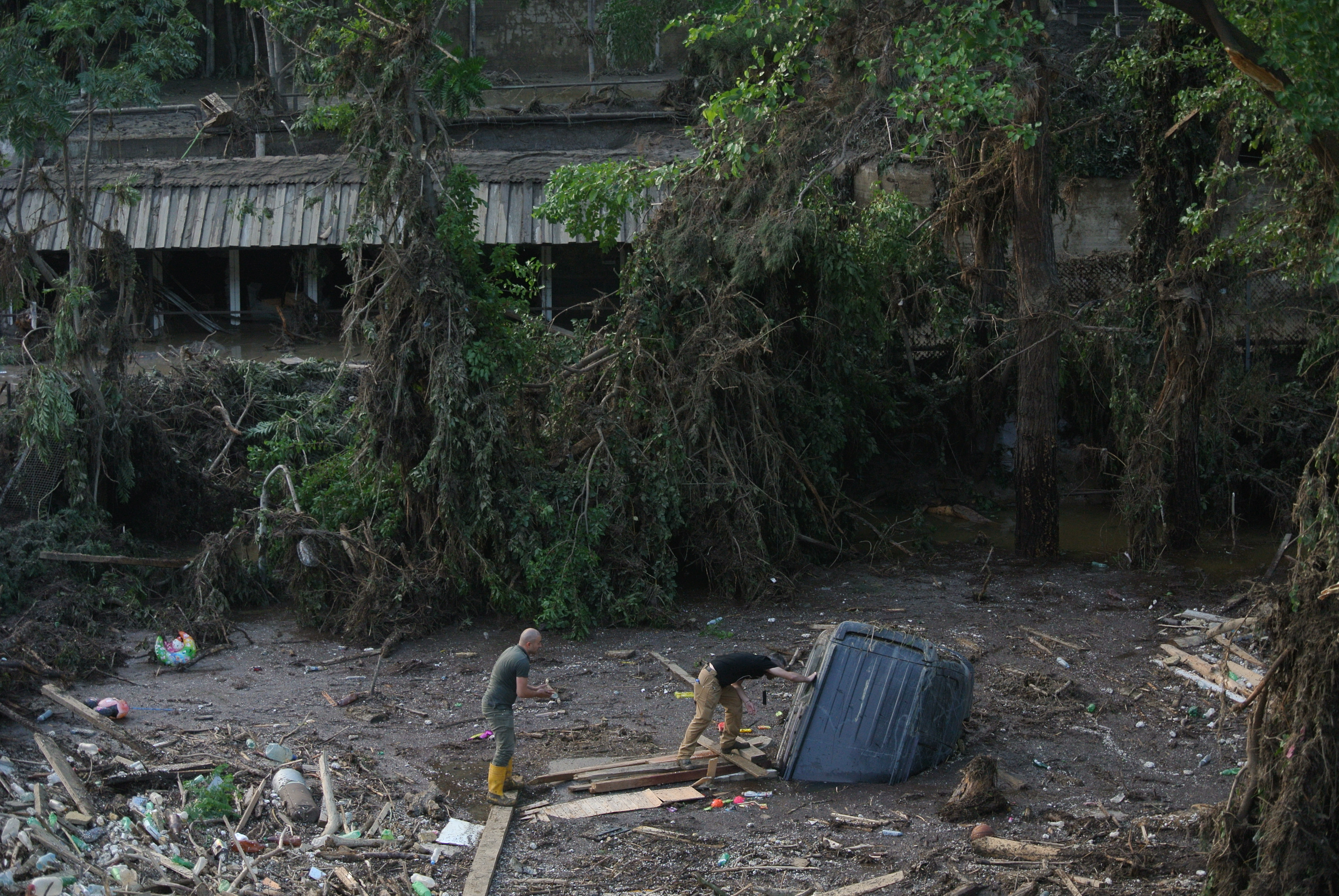
Verzorgers in de dierentuin bekijken de impact van de overstroming
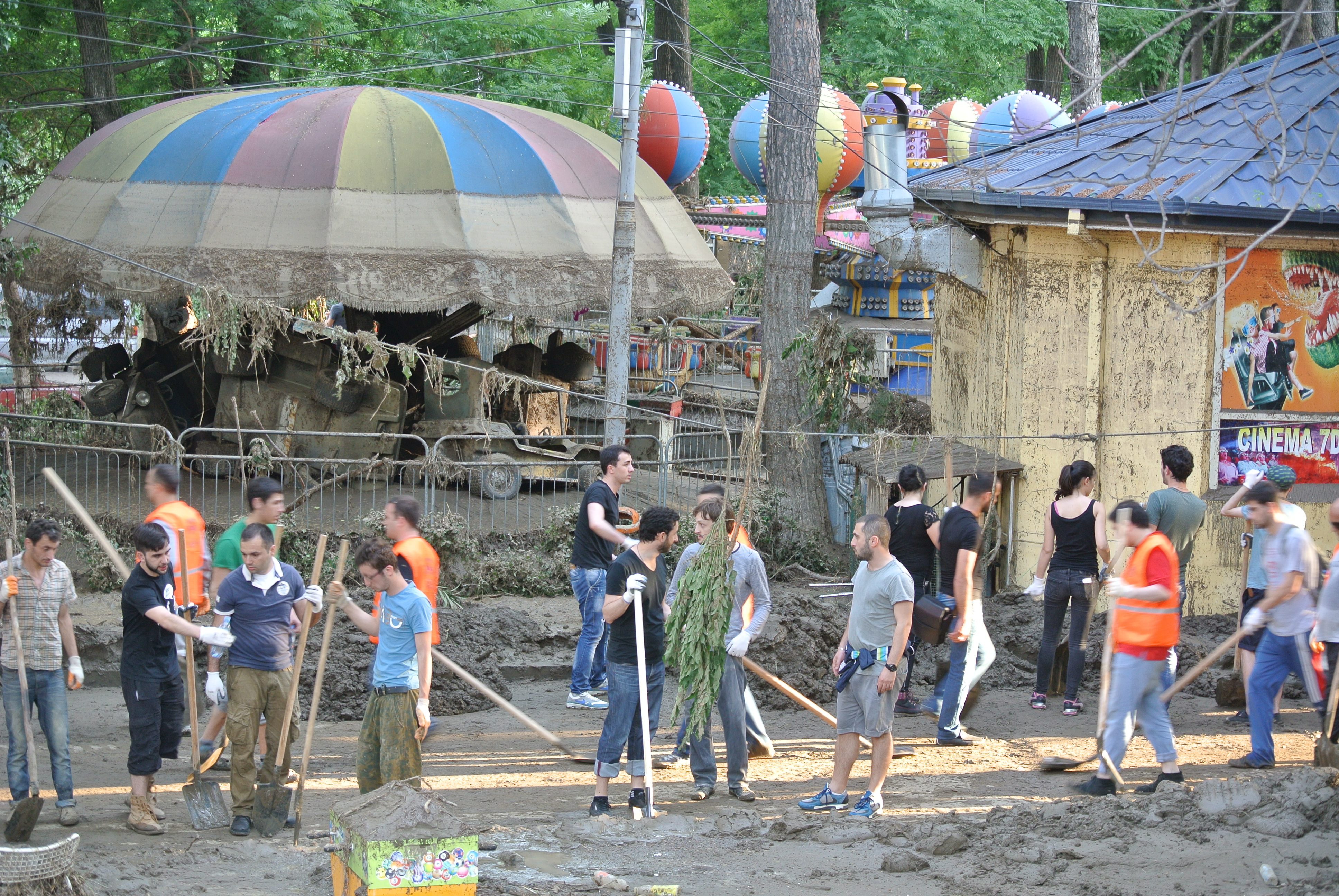
Vrijwilligers helpen de dierentuin op te ruimen
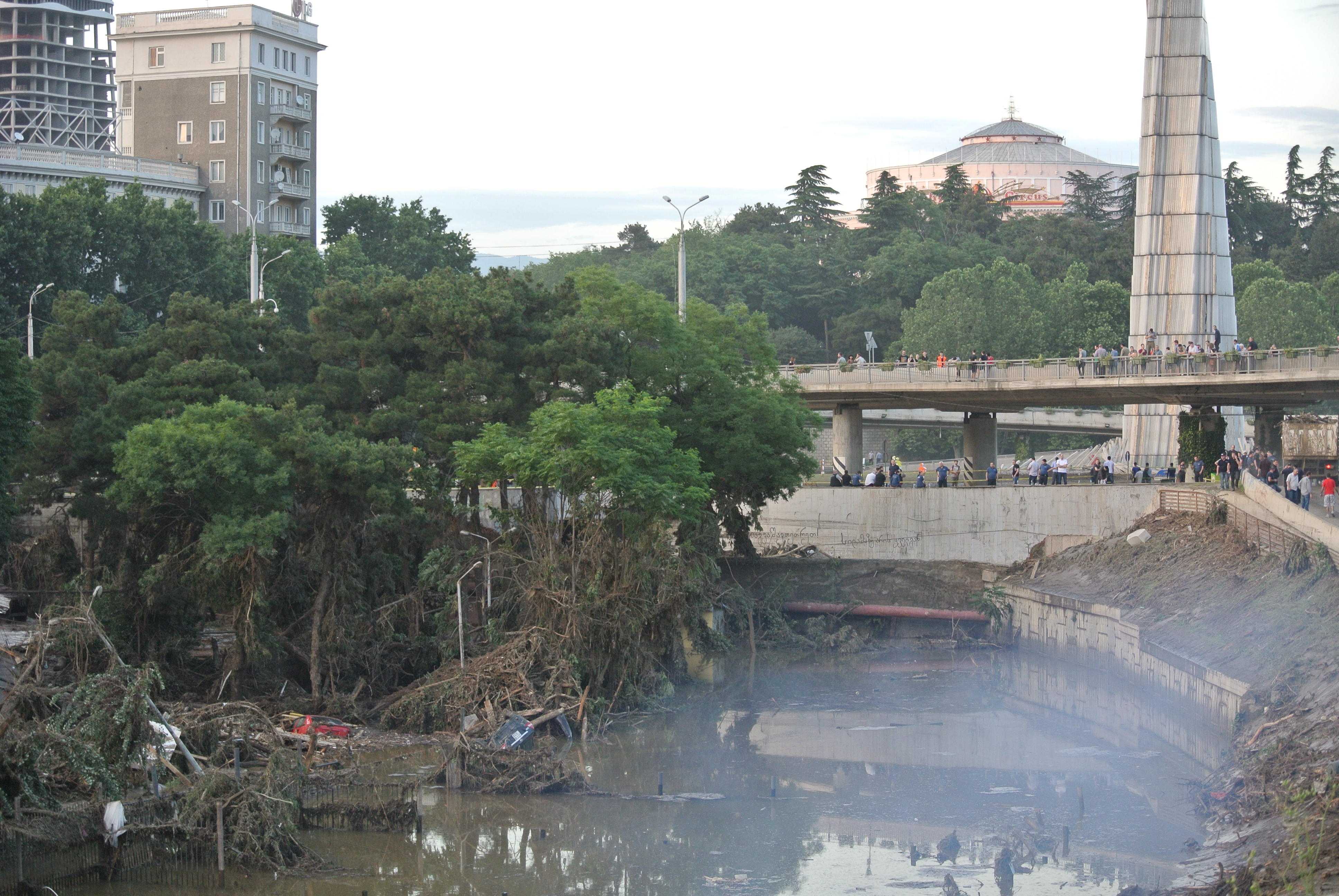
Toeschouwers kijken naar de ravage die de overstroming had aangericht
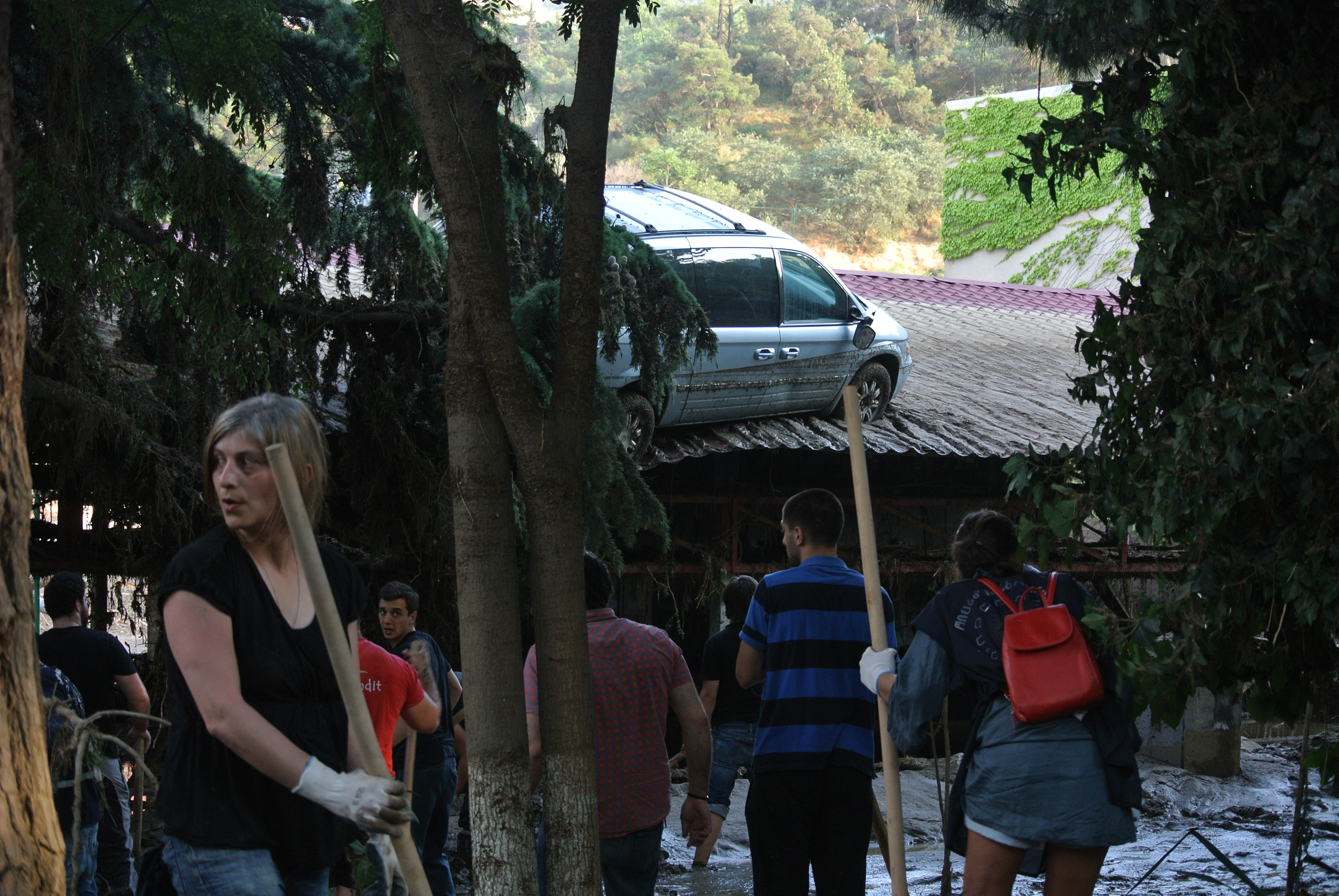
Een auto belandde door het water op een gebouw in de dierentuin